# HMS Voltaire (F47)
Pour les articles homonymes, voir Voltaire (homonymie).
Le HMS Voltaire (F47) est un croiseur auxiliaire de la Royal Navy, construit en 1923. Au début de la Seconde Guerre mondiale, il participe à diverses opérations en Méditerranée et dans l'Atlantique, avant d'être coulé en 1941.

## Historique

### La Seconde Guerre mondiale
En avril 1940, il escorte le convoi HX 39. En mai 1940, il escorte le convoi HX 45. En juin 1940, il escorte le convoi HX 50.
Le 4 avril 1941, le HMS Voltaire, placé sous le commandement du capitaine J.A.P. Blackburn, se trouve en patrouille isolée au centre de l'Atlantique, à environ 900 milles à l'ouest des îles du Cap-Vert. À 6 h 15, il est repéré par les vigies du croiseur auxiliaire allemand Thor (Schiff 10 de la Kriegsmarine, Raider E pour la Royal Navy), et les 2 navires font route pour se rencontrer. À 6 h 45, les adversaires ouvrent le feu et à 6 h 49, le Voltaire est en flammes. À 7 h 15, il ne dispose plus que de 2 canons et à 8 h, il hisse le drapeau blanc. Le navire coule peu après par la poupe avec une forte inclinaison. L'affrontement aura fait 75 morts dans l'équipage du Voltaire et 197 survivants sont recueillis par les Allemands, parmi lesquels le médecin du bord, C. Miller Fisher alors âgé de 28 ans. Le Thor aura de son côté subi de sérieuses avaries qui l'obligeront à regagner le port de Kiel pour effectuer les réparations nécessaires.